# Antoprudzie
Antoprudzie (lit. Antaprūdė) – wieś na Litwie, w okręgu wileńskim, w rejonie ignalińskim, w gminie Łyngmiany.

## Historia
W czasach zaborów folwark w gminie Łyngmiany, w powiecie święciańskim, w guberni wileńskiej Imperium Rosyjskiego. W 1905 roku liczył 26 mieszkańców, 245 dziesięciny.
W dwudziestoleciu międzywojennym folwark i zaścianek leżały w Polsce, w województwie wileńskim, w powiecie święciańskim, w gminie Kołtyniany.
W 1931:
- folwark w 2 domach zamieszkiwało 19 osób[2].
- zaścianek w 1 domu zamieszkiwały 4 osoby[2].

Od 1945 roku w Litewskiej Socjalistycznej Republice Radzieckiej.
Od 1990 na niepodległej Litwie.